# Diverzifikáció
A diverzifikáció a befektetések kockázatkezelésének egyik fontos eleme. Lényegét tekintve kockázatmegosztást jelent oly módon, hogy a befektetés nem egyetlen, hanem több különféle eszközbe történik. 
Értékpapíroknál a 20-30 elemből álló portfólió tekinthető jól diverzifikáltnak. A diverzifikáció célja a kockázat tervezett megosztásával az esetleges veszteségek csökkentése, ami általában (de nem törvényszerűen) a várható hozam csökkenésével is jár.
A diverzifikáció tervezésekor figyelembe kell venni
- A tőke nagyságát (egy 5000 Ft befektetés érdemben nem diverzifikálható, míg 50 000 000 Ft erősen diverzifikálható)
- A befektető kockázattűrő képességét
- A befektetés futamidejét (másképp értelmezhető a diverzifikáció daytrade / napon belüli kereskedés esetén, mint hosszútávú befektetésnél)
- A pénznemet, amelyben a profitot realizálni szeretnénk (árfolyamkockázat, inflációs hatások)

A diverzifikáció eszközei:
- Több iparágba történő befektetés
- A biztonság növelése állampapírokkal, bankbetétekkel
- A futamidők diverzifikálása
- Több devizanemben történő befektetés, az árfolyamkockázatok kezelésére

Bakos, 2002. p.148.) a
következőképp definiálja: „ a termelő vállalat gyártási profiljának a várható piaci lehetőségek
jobb kihasználására irányuló tudatos bővítése, a vállalat működési körének kiterjesztése; több
lábon állás”